# Pliciloricus pedicularis
Pliciloricus pedicularis är en djurart som beskrevs av Gad 2005. Pliciloricus pedicularis ingår i släktet Pliciloricus, och familjen Pliciloricidae. Inga underarter finns listade i Catalogue of Life.